# Wind in the Wires
Wind in the Wires är det andra albumet av den engelske singer-songwritern Patrick Wolf. Skivan släpptes 2 februari 2005. Den är mindre elektronisk än den tidigare skivan Lycantrophy och med mer avancerade stråkarrangemang. Det beror till stor del på att Patrick studerade stämföring och komposition vid tiden han skrev och spelade in skivan. Samtliga låtar är skrivna av Patrick Wolf.

## Låtlista
1. The Libertine – 4:23
2. Teignmouth – 4:50
3. The Shadow Sea – 0:37
4. Wind in the Wires – 4:18
5. The Railway House – 2:24
6. The Gypsy King – 3:08
7. Apparition – 1:16
8. Ghost Song – 3:13
9. This Weather – 4:35
10. Jacob's Ladder – 1:21
11. Tristan – 2:36
12. Eulogy – 1:44
13. Land's End – 7:06